# 2002 GY31
2002 GY31, também escrito como 2002 GY31, é um objeto transnetuniano que está localizado no Cinturão de Kuiper, uma região do Sistema Solar. Este objeto é classificado como um cubewano. Ele possui uma magnitude absoluta de 6,5 e tem um diâmetro estimado com cerca de 221 km.

## Descoberta
2002 GY31 foi descoberto no dia 6 de abril de 2002 pelo astrônomo Marc W. Buie.

## Órbita
A órbita de 2002 GY31 tem uma excentricidade de 0,020 e possui um semieixo maior de 43,492 UA. O seu periélio leva o mesmo a uma distância de 42,631 UA em relação ao Sol e seu afélio a 44,354 UA.